# Sumardagurinn fyrsti
Sumardagurinn fyrsti (isländisch Sommertag-der erste) ist ein gesetzlicher Feiertag in Island, an dem die Fahne gehisst wird. 
Er fällt immer auf den ersten Donnerstag nach dem 18. April. Das ist der erste Tag des Monats Harpa des altisländischen Kalenders, bei dem das Jahr nur in Sommer und Winter geteilt wurde. Mit dem Gesetz Nr. 88 vom 24. Dezember 1971 wurde Sumardagurinn fyrsti zum gesetzlichen, arbeitsfreien Feiertag. Man wünscht sich „Einen schönen Sommer und danke für den Winter!“ (isländisch Gleðilegt sumar og takk fyrir veturinn!). Nach dem Volksglauben gibt es einen guten Sommer, wenn Winter und Sommer zusammenfrieren, also wenn es in der Nacht zum ersten Sommertag Frost gibt (isländisch Ef sumar og vetur frjósi saman boði það gott sumar). Es gibt auch einen Ersten Wintertag (isländisch Fyrsti vetrardagur), aber der ist kein gesetzlicher Feiertag.
Auf den Färöern steht der Fyrsti summardagur am 25. Mai im Kalender.

## Sumardagurinn fyrsti in den 2020ern
- 2021 – 22. April
- 2022 – 21. April
- 2023 – 20. April
- 2024 – 25. April
- 2025 – 24. April
- 2026 – 23. April
- 2027 – 22. April